# EMD SD90MAC形ディーゼル機関車
EMD SD90MACは、GM-EMDによって開発された6000馬力(4470kW)級の電気式ディーゼル機関車である。自己操舵機構を備えた3軸台車により軸配置をC-Cとし、交流電動機によって駆動する。また、独立型運転席に運転席への衝撃を抑制するための衝撃吸収装置を組み込み、衝突安全性を強化している。SD80MACやEMD SD70ACe、EMD SD70M-2と同様に、SD90MACもまた車幅一杯まで拡大された大型ラジエータを外観上の特徴としている。

## 歴史
SD90MACは、SD80MACとともに1995年に開発された。SD80MACが20シリンダーバージョンの710Gエンジンの搭載を前提として設計されたのに対し、SD90MACでは新開発の16シリンダーのH-エンジンを搭載する機関車として設計された。しかしながらHエンジンの技術的な問題により、最初に出荷されたロットでは、SD70MACと同様に16シリンダーの710Gエンジン（出力4300馬力）を搭載することとなり、この旧型エンジン搭載車はSD90/43MACという形式名で識別された。同車には6000馬力のH-エンジンが利用可能となり次第、同エンジンに換装できるオプションが設定されていたが、実際には後述するように新しいエンジンの信頼性の面で疑問があったことから、このアップグレードプログラムが利用されることはほとんどなかった。SD90/43MACは400両以上が製造された。

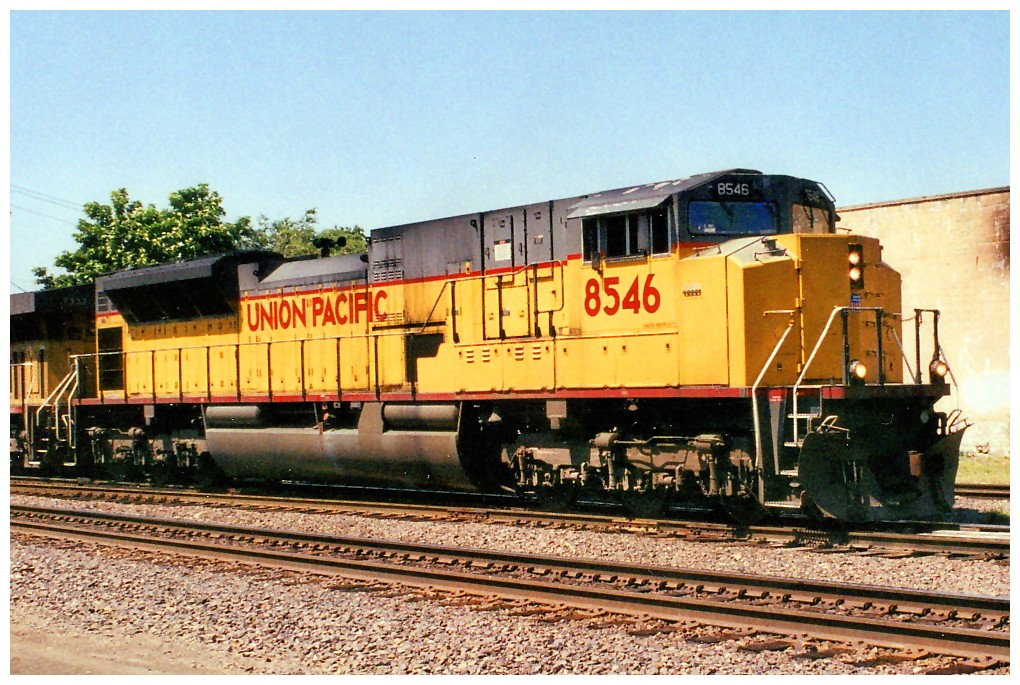
UP 8546 SD90MAC-H

1996年にEMDは完全版である6000馬力の16シリンダーHエンジンを投入し、これ以降に製造されたSD90MACは基本的にHエンジンを搭載することになった（このタイプはSD90MAC-Hと呼ばれる）。また、SD90MAC-Hの後期型ではフロントノーズの変更を行い、運転席からの視認性が向上している。
登場当時、SD90MACは米国内で最強クラスの出力を誇ったにもかかわらず販売実績は振るわず、EMD社の試作機を含めてもわずか70両弱しか製造されなかった。これは、SD90MACが上述したような大型エンジンを搭載しているために、より小さいエンジンを搭載した機関車と比較して運用柔軟性が劣り、この種の大型機に対する需要がある最大手の鉄道会社以外からは敬遠されたことが一因である。加えて、新型のH-エンジンは他のエンジンよりも出力の大きなエンジンであり、一度エンジンが不調となると編成出力の変化率がこれまでよりも大きくなってしまうにもかかわらず、従来の機関車用エンジンと同等の信頼性すら達成できなかったことも要因となった。
最終的に、SD90MACはユニオン・パシフィック鉄道とカナディアン・パシフィック鉄道の二社に導入されるにとどまった。カナディアン・パシフィック鉄道の機関車はSD90/43MACの早期発注分であり、EMDがHエンジンへ移行した後も同仕様にて製造された。

### SD89MAC

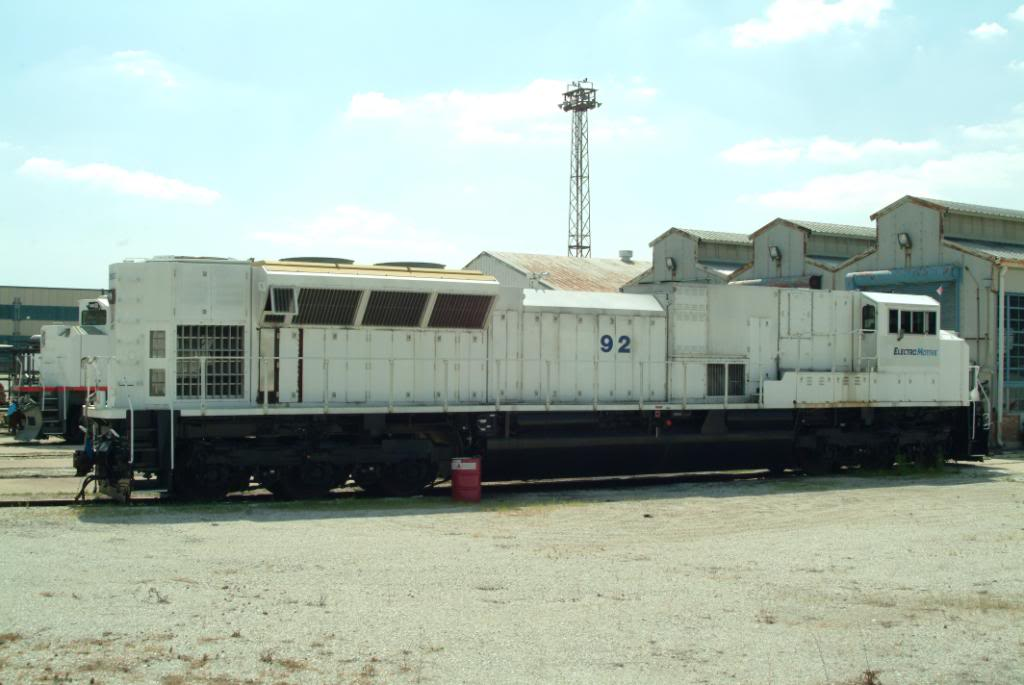
SD89MAC 試作機

EMDでは、710系エンジンを搭載したSD90/43MACとは別に、Hエンジンを12シリンダー化し、出力を3360kW（4500PS）としたSD89MACをSD70の後継機として提案したが、発注する鉄道会社はなく、原型機のみの製造に終わった。

## 近況
アメリカ環境保護局(EPA)による機関車の排出ガス規制「Tier 2」の実施に伴い、SD90MACは2005年1月以降製造されていない（EMDが後日承認をとる事が可能であるかもしれない）。その後、中国がHエンジンを搭載したHXN3型を発注し、各部品を輸出のうえで大連機車車輛において2007年の下半期より製造を開始した。このロットはEPAの厳しい規制に適合するといわれ、2008年より営業運転を開始している。

## 参考
- The Locomotive Place - ウェイバックマシン（2004年10月21日アーカイブ分）. Retrieved on January 13, 2005.
- The Unofficial EMD homepage. Retrieved on January 13, 2005.